# Hassen Gabsi
Hassen Gabsi (arabe : حسان القابسي), né le 23 février 1974 à Tunis, est un footballeur tunisien dont le poste de prédilection est celui de milieu offensif droit. Il se reconvertit ensuite en entraîneur.

## Biographie
En 51 sélections, il inscrit seize buts en équipe nationale de Tunisie avec laquelle il dispute la coupe du monde 2002.
Après avoir mis fin à sa carrière, Gabsi devient entraîneur, successivement pour Grombalia Sport, l'Avenir sportif de Kasserine, l'Association sportive de l'Ariana, l'Association sportive de l'Ariana, l'Avenir sportif d'Oued Ellil, le Football Club Hammamet, El Gawafel sportives de Gafsa, l'Union sportive de Tataouine, l'Olympique de Béja, Jendouba Sports, Sfax railway sport, l'Avenir sportif de Rejiche, l'Al-Arabi SC (en) (Arabie saoudite), l'Union sportive de Ben Guerdane, le Rafik Sorman (Libye) et l'Avenir sportif de Gabès.

## Palmarès de joueur
- Coupe des clubs champions africains : 1994
- Coupe de la CAF : 1997
- Supercoupe de la CAF : 1995
- Coupe afro-asiatique des clubs : 1995
- Coupe d'Afrique des vainqueurs de coupe : 1998
- Supercoupe arabe : 1996
- Championnat de Tunisie : 1998, 1999, 2000, 2001, 2004
- Coupe de Tunisie : 1997, 1999
- Supercoupe de Tunisie : 1994

## Parcours d'entraîneur
- novembre 2012-mars 2013 : Grombalia Sport
- mars-décembre 2013 : Avenir sportif de Kasserine
- décembre 2013-février 2014 : Association sportive de l'Ariana[1]
- février-septembre 2014 : Grombalia Sport
- octobre 2014-? : Étoile olympique de Sidi Bouzid[2]
- ?-mars 2016 : Football Club Hammamet
- mars-juillet 2016 : Étoile olympique de Sidi Bouzid[3]
- juillet-novembre 2016 : El Gawafel sportives de Gafsa[4]
- novembre 2016-juin 2017 : Association sportive de l'Ariana[5]
- juin-juillet 2017 : Union sportive de Tataouine[6]
- juillet-novembre 2017 : Olympique de Béja[7]
- novembre 2017-janvier 2018 : Jendouba Sports[8]
- juillet 2018-septembre 2019 : Sfax railway sport[9]
- septembre 2019-août 2020 : Avenir sportif de Rejiche[10]
- décembre 2020-mars 2021 : Union sportive de Ben Guerdane
- mai-septembre 2021 : Rafik Sorman
- septembre-octobre 2021 : Avenir sportif de Gabès
- octobre 2021-janvier 2022 : Union sportive de Ben Guerdane